# Franz Heffner
Franz Heffner OPraem (auch Stiftsherr Franz Heffner genannt) (* im 17. Jahrhundert in Dittwar bei Tauberbischofsheim; † um 1700) gehörte neben Gottfried Hammerich dem Orden der Prämonstratenser im Kloster Oberzell an.

## Leben
1657 immatrikulierte sich Franz Heffner an der Universität Würzburg mit der Studienrichtung "Logicus". Dabei qualifizierte er sich als Lizentiat der Theologie und arbeitete wissenschaftlich mehrere Jahre bis 1677 in der Abtei Ilbenstadt, wo er gleichzeitig Prior war.
Nachdem er zu seinem eigenen Konvent zurückgekehrt war, wurde er Pfarrer von Acholshausen, später von Hochstadt und schließlich von Gerlachsheim (Heilig-Kreuz-Kirche). Franz Heffner machte sich als Theologe und Prediger einen Namen. Zunächst wurden von ihm einige theologische Thesen veröffentlicht. Literarischen Niederschlag fanden auch seine umfangreichen Predigtsammlungen. Die erste Ausgabe des zweibändigen Werkes Concionator extemporalis: Oder Eilfertiger Prediger erschien 1691. Innerhalb kurzer Zeit wurden diese in deutscher Sprache verfassten Predigten wiederholt neu aufgelegt. In den Ausgaben von 1693 und 1695 soll Heffner ein umfangreiches Gedicht (Ode) über Gottfried Hammerich in lateinischer Sprache veröffentlicht haben. Weitere starke Beachtung fand die Predigtsammlung Concionator extemporalis continuatus (Fortgesetzter Eilfertiger Prediger). Dieses Buch verfasste Heffner, als er Pfarrer von Gerlachsheim war. Es erschien zuerst 1698, weitere Auflagen folgten 1710 und 1720.
Fast alle Werke Franz Heffners sind Abt Gottfried Hammerich gewidmet, der auch jeweils die Druckerlaubnis erteilte.